# Muhlenbergia
Muhlenbergia là một chi thực vật có hoa trong họ Hòa thảo (Poaceae).

## Loài
Chi Muhlenbergia gồm các loài: